# Lidia Vadim-Tudor
Lidia Vadim-Tudor (n. 3 august 1990, București, România) este un politician român, aleasă în 2024 deputat din partea partidului Alianța pentru Unirea Românilor (AUR). În 2015, ea a fost implicată într-un scandal judiciar cu angajații tatălui ei. A fost audiată în 2016 după o plângere depusă de Ana Birchall.

## Biografie
Lidia Vadim-Tudor s-a născut pe 3 august 1990 la București. Ea este fiica cea mare a lui Corneliu Vadim Tudor (1949–2015), care a candidat de mai multe ori la alegerile prezidențiale României. În 2000, acesta a ajuns în turul doi, pierzând în fața lui Ion Iliescu, moment la care Lidia Vadim-Tudor avea zece ani. În 2022, ea a lăudat moștenirea tatălui ei.
Tudor a absolvit Colegiul Național „I.L. Caragiale” din București, iar ulterior a urmat cursurile Facultății de Jurnalism și Psihologie din cadrul Universității „Spiru Haret”. Începând cu aprilie 2024, Tudor este redactorul șef al revistei România Mare.

## Carieră politică
Pe 1 octombrie 2023, Lidia Vadim-Tudor a declarat că s-a alăturat partidului AUR,  iar pe 2 aprilie 2024, a anunțat că este candidata AUR la Primăria Sectorului 5 la alegerile locale în București din 2024.

### Deputat (2024–prezent)

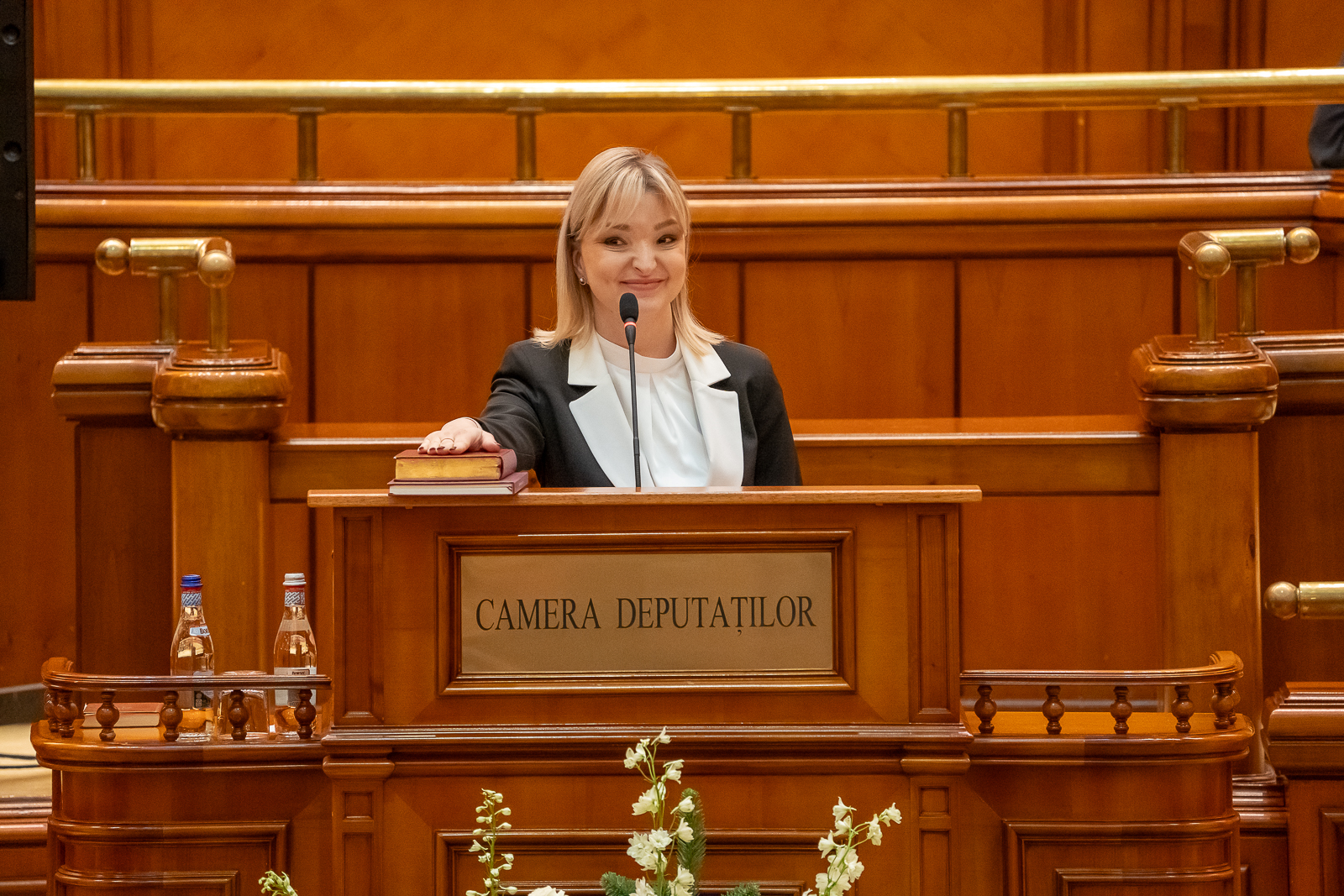
Tudor depunând jurământul, 21 decembrie 2024

În urma alegerilor parlamentare din 2024 pe 1 decembrie, ea a fost aleasă membru al Camerei Deputaților, în circumscripția nr. 42 București, preluând mandatul pe 21 decembrie. Ca deputat, este vicepreședinte al Comisiei pentru cultură, arte și mijloace de informare în masă, precum și membru al Comisiei pentru egalitatea de șanse pentru femei și bărbați. În plus, Tudor face parte din grupurile parlamentare de prietenie cu Portugalia, Austria și Croația. În aprilie 2025, ea a afirmat, în plenul Camerei Deputaților, că România riscă să alunece spre dictatură.

## Viața personală
Pe 10 iulie 2021, Tudor s-a căsătorit civil cu scriitorul si jurnalistul Dan-Alexandru Tano (1970-2021). Tano a decedat la patru luni de la casatorie, pe 16 octombrie al aceluiași an, în urma infectării cu virusul COVID-19.